# 스플렌더
스플렌더(Splendor)는 보드 게임 디자이너 마크 안드레(Mark Andre)가 디자인 한 보드게임이다. 2014년 미국의 스페이스 카우보이(Space Cowboy)사, 2014년 대한민국의 코리아 보드게임즈에 의해 출시되었다. 게임은 2~4명이 할 수 있다.

## 게임 정보
보석 상인이 되어 금, 에메랄드, 루비, 다이아몬드, 사파이어, 줄마노를 목적에 맞게 수집한다. 명작 상트 페레르부르크를 상기시키는 간단한 시스템과 쉬운 규칙, 치밀한 전략성으로 누구에게나 사랑받을 조건을 갖춘 게임이다.

## 게임의 구성
스플렌더의 구성은 다음과 같다.
- 보석 토큰: 총 40개이다. 에메랄드(녹색), 다이아몬드(백색), 사파이어(청색), 줄마노(흑색), 루비(적색) 토큰이 각각 7개씩 있고, 황금(황색)은 5개가 있다.
- 개발 카드: 1단계 카드(녹색) 40장, 2단계 카드(황색) 30장, 3단계 카드(청색) 20장으로 총 90장이 있다. 1단계에선 각 보석별로 8장씩, 2단계는 6장씩, 3단계는 4장씩 구성되어 있다.
- 귀족 타일: 총 10개로 실존했던 역사인물들로 구성되어 있다.

## 목적
보석(카드)을 구매하여 카드를 모아 승점 15점을 먼저 모으는 사람이 이긴다.

## 게임 방법
- 자신의 차례에는 3가지 행동 중 하나를 할 수 있다.
  - 각각 다른 종류의 보석을 3개 가져가거나 공동창고에 4개 이상 남아있는 한 종류의 보석을 2개 가져갈 수 있다.
  - 보석을 지불하고 개발 카드를 구입할 수 있다. 개발 카드의 비용은 왼쪽 아래 표시되어 있다. 개발카드에는 점수가 있는 카드가 있다. 개발카드의 상단에 있는 보석그림으로 개발카드를 살때 할인받을 수 있다.
  - 미래에 구입하고 싶은 개발 카드를 손으로 들고와서 보관할 수 있다. 이 때 황금 토큰이 공동창고에 있다면 하나를 가져올 수 있다. 황금 토큰은 어떤 보석으로도 쓰일 수 있다. 보관은 3장까지 가능하다.

- 자신의 차례가 끝나고 귀족 카드에 쓰여있는 개발 카드 조건을 만족 시켰다면 즉시 귀족 타일을 들고 와서 자신의 앞에 놓는다. 귀족 타일은 각 3점이다. 귀족 타일을 가져오는 것은 행동에 포함되지 않는다.

- 차례가 끝난 후 플레이어 중 한 명이 개발 카드와 귀족 타일의 점수를 모두 합하여 15점을 충족했다면 마지막 순서인 플레이어까지 행동을 하고 게임이 종료된다. 게임이 종료된 후 점수가 가장 높은 플레이어가 승리한다. 만약 동점일 경우, 개발 카드를 가장 적게 구매한 플레이어가 승리한다.